# Pachyolpium fuscipalpum
Pachyolpium fuscipalpum es una especie de arácnido del orden Pseudoscorpionida de la familia Olpiidae.

## Distribución geográfica
Es endémico de Belice.